# Harald Klingelhöller
Harald Klingelhöller (* 1954 in Mettmann) ist ein Bildhauer, dessen Werke sich in zahlreichen internationalen privaten wie öffentlichen Sammlungen finden.

## Leben und Werk
Klingelhöller studierte an der Staatlichen Kunstakademie Düsseldorf. Seit 1993 hat er eine Professur für Bildhauerei an der Staatlichen Akademie der Bildenden Künste in Karlsruhe inne. Klingelhöller ist verheiratet mit der Bildhauerin Pia Stadtbäumer, er lebt und arbeitet in Düsseldorf und Karlsruhe. 2013 erhielt er für sein Lebenswerk den Kulturpreis Baden-Württemberg (geteilt mit Günther Wirth). Von Herbst 2018 bis Oktober 2021 war er Rektor der Kunstakademie Karlsruhe.
Seit Ende der 1970er Jahre schafft Klingelhöller Skulpturen, deren Konzept gleichermaßen auf dem Werktitel wie auf der plastischen Form basiert. Die metaphorisch-poetische Formulierung des Werktitels steht dabei in einem Spannungsverhältnis zur Form, woraus sich eine gewollte Offenheit in Bezug auf mögliche Assoziationen und Deutungsmöglichkeiten des Betrachters ergibt.
Werke im öffentlichen Raum (Auswahl)
- 1987 Die Wiese lacht oder das Gesicht in der Wand. Innenhof der Juristischen Fakultät Münster[6]
- 1993 Die Furcht verlässt ihren Gegenstand und geht über in Hass. Middelheimmuseum Antwerpen
- 1993 Speakers Corner. Rathausplatz, Sindelfingen
- 2004 Rhetorisches Wäldchen. Petuelpark, München[7]
- 2007 Whypop. Kreisverkehr Hofkamp, Wuppertal[8]

## Ausstellungen (Auswahl)
- 1987 Skulptur.Projekte, Münster
- 1990 Van Abbemuseum, Eindhoven
- 1992 Portikus Frankfurt
- 1992 DOCUMENTA IX, Kassel
- 1995 Centre d’Art contemporain Domaine de Kerguéhennec
- 1996 Art Gallery of York University, Toronto
- 1997/98 Lenbachhaus München
- 2000 Tucci Rosso Turin
- 2003 Galerie Nelson, Paris
- 2004 Zweite Architekturwoche A2, München
- 2004 Rhetorisches Wäldchen, Kunstprojekt Petuelpark, QUIVID/Kunstkommission München
- 2005 Konrad-Fischer-Galerie, Düsseldorf
- 2005 „… Wie Landschaften auf Worte reagieren …“, Städtische Galerie Karlsruhe
- 2007 Museu Serralves, Porto
- 2013/14 Skulpturenpark Waldfrieden, Wuppertal
- 2022 Skulpturenhalle Thomas Schütte Stiftung, Neuss